# رولا بقسماتي
رولا بقسماتي إعلامية وممثلة لبنانية مواليد 18 فبراير 1984.

## بداية مشوارها الفني
حصلت على التعليم الابتدائي في مدرسة العائلة المقدسة في طرابلس. حصلت علي شهادة وسائل الإعلام والصحافة.
قدمت النشرة الأخبارية على تلفزيون المستقبل، وقدمت البرنامج الأسبوعي الاجتماعي "لمسات". وشاركت في إعلانات التلفزيون، وشاركت في مسلسل «أصحاب تلاتي».

## أهم أعمالها

### مسلسلات
- مسلسل فرصة عيد عام 2015
- مسلسل أصحاب تلاتي عام 2018
- مسلسل بروفا عام 2019
- مسلسل خرزة زرقا عام 2021
- مسلسل 2020 عام 2021
- مسلسل أنا عام 2021
- مسلسل رقصة مطر عام 2022
- مسلسل بطلوع الروح عام 2022
- مسلسل الخائن عام 2023
- مسلسل عرابة بيروت 2023

### أفلام
- فيلم خبصة عام 2018
- فيلم يربوا بعزكن عام 2019
- Broken Keys عام 2020

### البرامج
- برنامج عالم الصباح على تلفزيون المستقبل